# Casa 100

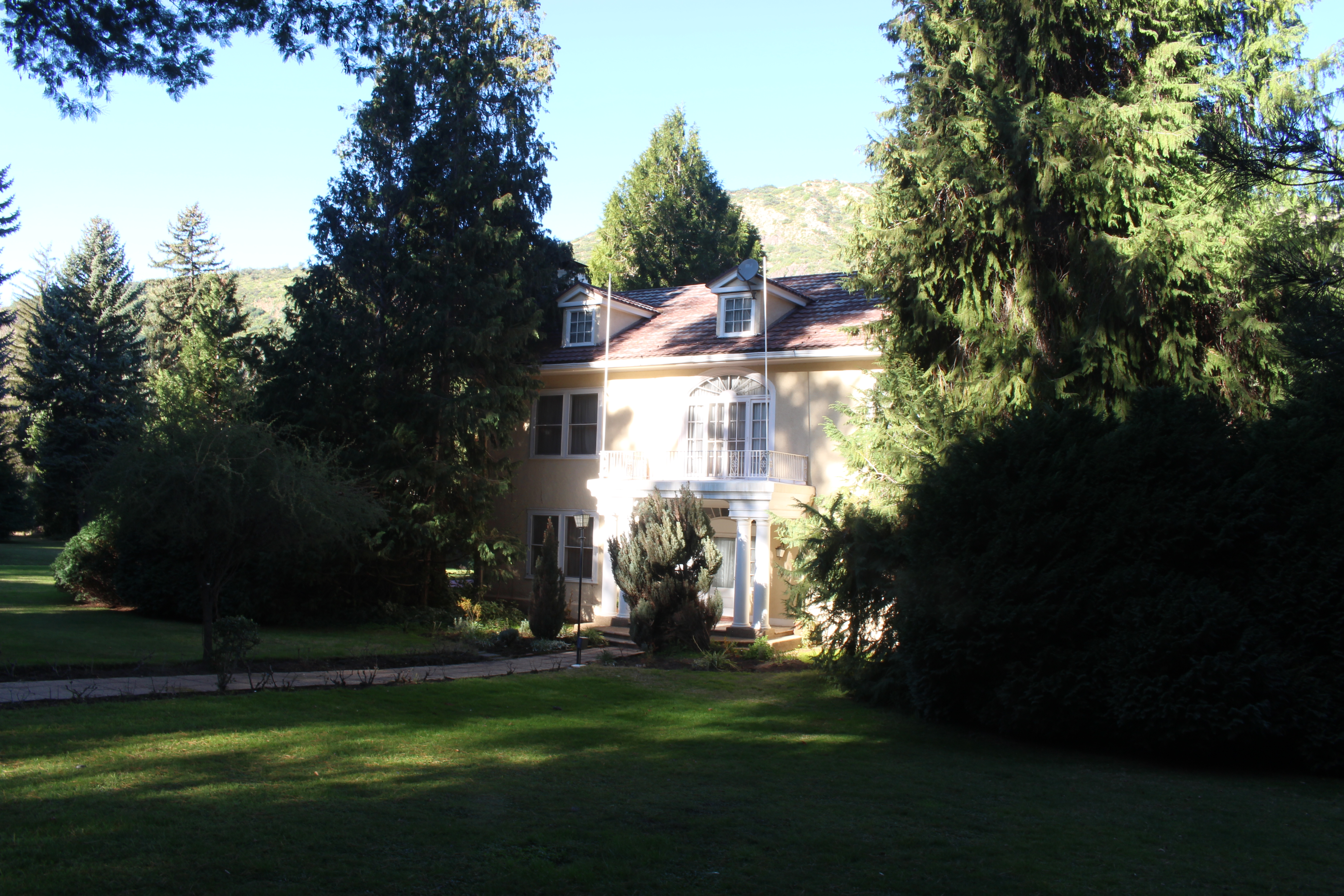
Frontis de la Casa 100.

La Casa 100 es una mansión de Coya, comuna de Machalí, en la Región del Libertador General Bernardo O'Higgins. Es también conocida como la «tercera casa presidencial de Chile», sumándose a La Moneda y al Palacio de Cerro Castillo.
Fue construida en la década de 1920 por la administración de la mina El Teniente. Con la Nacionalización del Cobre, en 1973, la Casa 100 se transformó en residencia de huéspedes de connotados líderes de todo el mundo y casa de descanso de la máxima autoridad del país, aunque muy pocas veces usada por los mandatarios.

## Historia
Construida en la década de 1920 por la Braden Copper Company, originalmente como lugar de residencia del gerente general de la empresa y su familia. Es propiedad del estado desde la Nacionalización del Cobre. Hoy, a cargo y de ella está la presidencia ejecutiva de Codelco, en 1973 en coordinación con la gerencia general de la División El Teniente.
Ahí también se recibió a Fidel Castro en la reunión que sostuvo con los dirigentes sindicales y Salvador Allende le dio una manifestación de despedida al presidente de México Luis Echeverría Álvarez.
Aunque se la conoce como «tercera casa presidencial», lo cierto es que pocos presidentes la han ocupado: la casa fue en una época utilizada por el presidente Salvador Allende, y no hay registro de que Augusto Pinochet la haya ocupado. Patricio Aylwin alojó allí un par de veces, Eduardo Frei pasó alguna vez, y no hay registros de que ni Ricardo Lagos, ni Michelle Bachelet la hayan usado.
Desde Aylwin, la casa fue ocupada por primera vez por un presidente en agosto de 2011, cuando el presidente Sebastián Piñera convocó en ella a una reunión con el comité político y los "ministros presidenciales" de su gabinete, donde además alojó junto a su equipo de colaboradores para realizar la reunión ampliada de su comité político. En la ocasión, Piñera recibió una solicitud de parte de los diputados del distrito 33, Eugenio Bauer y Ricardo Rincón, para que se patrocine un decreto presidencial para que la Casa 100 sea declarada como tercera casa presidencial.
Si bien desde hace unos años la Casa 100 se abre al público para el Día del Patrimonio, la idea de Piñera al escogerla como lugar de la reunión es fomentar el patrimonio arquitectónico y la historia que envuelve a este caserón, levantado en terrenos de la antigua Hacienda Perales.

## Arquitectura y mobiliario

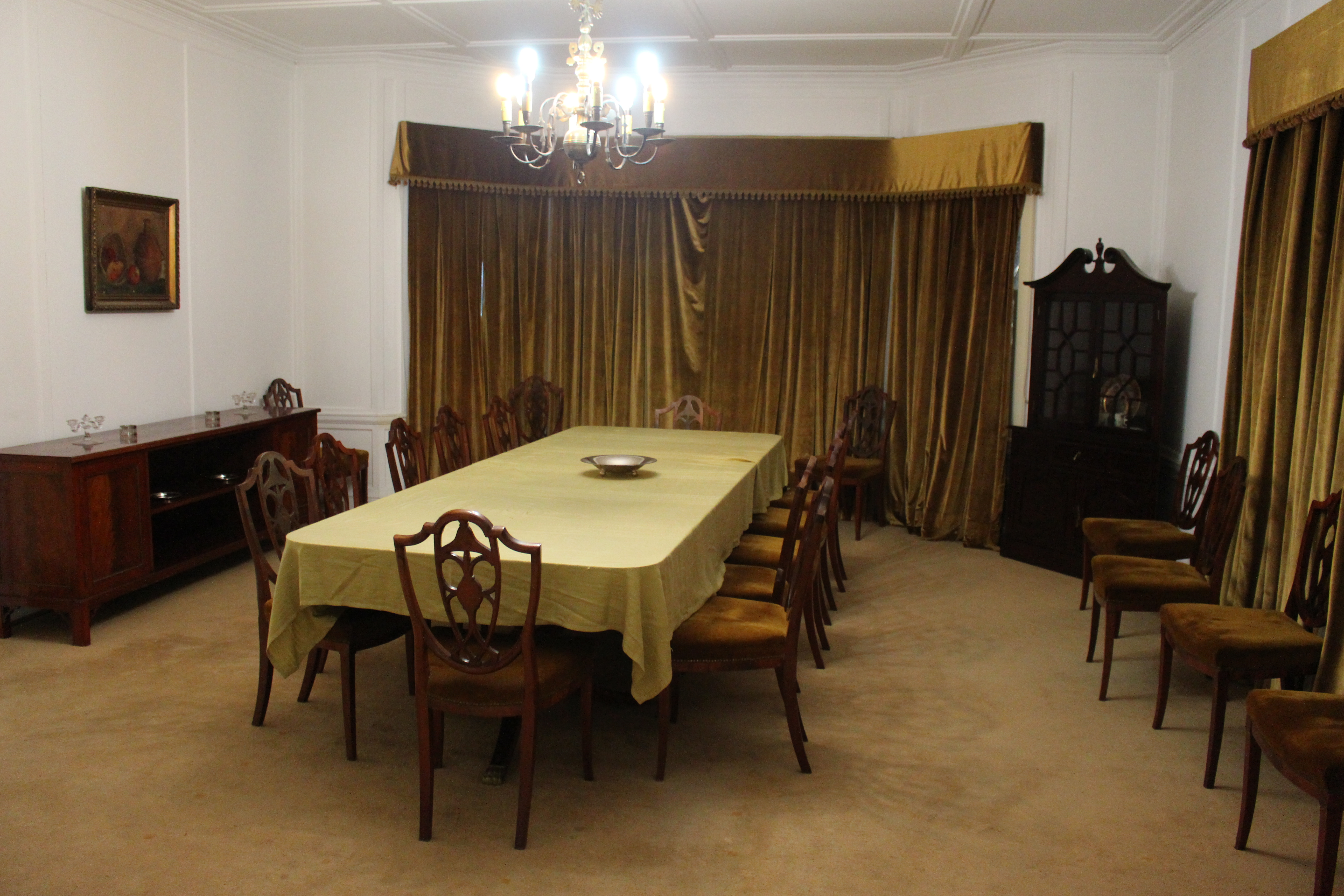
Comedor de la mansión.

La tradicional casona tiene 630 metros cuadrados edificados en pino oregón americano, en medio de un extenso jardín, la residencia es similar a las mansiones del centro-sur norteamericano, tiene tres dormitorios y dos baños, y está marcada en su estilo por la sobriedad y la sencillez.
Sus grandes parques, inmobiliarios que se conservan desde la época de 1920 sus amplios salones hacen de este lugar unos de los más bellos para ser nombrada casa presidencial.